# Mauro Vinícius da Silva
Mauro Vinícius Hilario Lourenço da Silva (Presidente Prudente, 26 de dezembro de 1986), também conhecido como Duda, é um atleta brasileiro especializado no salto em distância, bicampeão mundial em pista coberta desta prova.

## Infância
De infância humilde, nascido no interior do estado de São Paulo, Duda iniciou no atletismo ainda menino levado pelo pai, policial militar, para um teste numa pista de atletismo de sua cidade natal, onde teve a atenção do veterano técnico de saltos Aristides de Andrade Junqueira Neto, o Tide, que viu no menino um talento nato para a modalidade e o considerou "um fenômeno". Apesar do entusiasmo do técnico, Duda abandonou os treinos em pouco tempo, passando a se dedicar ao futebol, esporte que era a paixão do pai, treinador de um time de futsal, e da família. Sua incursão pelo esporte porém durou pouco, devido a sua pouca habilidade, mas foi onde chamou a atenção por possuir uma velocidade impressionante, dificilmente sendo alcançado por alguém quando partia para o ataque. Foi essa velocidade que impôs a realidade da sua verdadeira vocação, retornando ao atletismo.
De volta aos saltos, já que apesar de sua extrema velocidade seu corpo, franzino e leve, não aguentava a carga de trabalho necessária para a competição em alto nível nas provas de velocidade, em 2004, aos 17 anos, treinado então por Inaldo Sena, ele saltou sete metros. Pouco tempo depois ele voltou ao comando do primeiro técnico, Tide, especialista em saltos enquanto Inaldo era especialista em velocidade, e que se tornaria seu orientador pelos anos seguintes.

## Carreira
Em 2005, aos 18 anos, e apenas um ano após voltar a se dedicar ao atletismo, Duda saltou 7,73 m, uma das melhores marcas do mundo para juniores conseguidas naquele ano. Entretanto, em junho, enquanto treinava em São José do Rio Preto e onde vivia, seu pai, seu maior incentivador nos esportes, morreu de ataque cardíaco em Prudente, fazendo Duda perder novamente o gosto pelo atletismo e decidir voltar para a terra natal junto da família, por medo de que a mãe também morresse longe dele. Foi ela, porém, que impediu que Duda abandonasse o esporte, juntando suas economias e mudando-se para Rio Preto onde o filho estava baseado. Com isso o atleta desistiu de abandonar o esporte e dois anos depois ultrapassou pela primeira vez a marca de oito metros, saltando 8,02 m numa competição local e aumentando a marca para 8,10 m em seguida, conquistando o índice para competir em Pequim 2008.
Em Pequim, porém, seu resultado foi abaixo do esperado, saltando apenas 7,75 m, um 26º lugar, não conseguindo chegar à final da prova. Seguiu-se um período de várias contusões, incluindo uma grave,  o rompimento do ligamento cruzado anterior do joelho esquerdo, em 2010, para que viesse o primeiro resultado expressivo internacional. Em 2012, Duda ganhou a medalha de ouro no salto em distância do Mundial Indoor de Atletismo, disputado em Istambul, na Turquia, quando saltou 8,28m nas eliminatórias - melhor marca do ano de 2012 em pista coberta – e 8,23m nas últimas duas das seis tentativas da final. Seu resultado foi o melhor então já conseguido por um saltador brasileiro em mundiais em pista coberta, superando a medalha de prata de Maurren Maggi no Campeonato Mundial Indoor de Valência, na Espanha, em 2008, antes de se tornar campeã olímpica em Pequim no mesmo ano.
Ainda em 2008, novamente participando de uma Olimpíada, Duda mais um vez não teve bom desempenho em Londres 2012, saltando apenas 8,01 m, como fruto da pressão que começou a sofrer após a fama e o título mundial em pista coberta no início daquela ano.  Em junho de 2013, no Troféu Brasil de Atletismo, bateu sua melhor marca pessoal em estádio aberto, com um salto de 8,31m, tornando-se bicampeão do torneio.
Em março de 2014 ele se tornou bicampeão mundial de salto em distância indoor, vencendo o Campeonato Mundial de Atletismo em Pista Coberta de Sopot, na Polônia, com a marca de 8,28 m, repetindo o mesmo salto de Istambul dois anos antes, quando conquistou o primeiro título mundial. Em 2015, novamente o físico franzino sempre testado ao máximo levou a nova temporada de lesões, desta vez um pedaço de cartilagem que se desprendeu do joelho esquerdo, e ele ficou de fora do Pan de Toronto e do Mundial de Pequim 2015. Recuperado desta contusão, no início de 2016 uma nova lesão, na panturrilha, o impediu de tentar o tricampeonato mundial indoor na prova do Mundial de Portland, nos Estados Unidos.
Apesar de ter criado fama de ser um saltador que consegue os melhores resultados apenas em pista coberta, Duda rebate o argumento com estatística: sua melhor marca ao ar livre é maior que a melhor em pista coberta. Atualmente ele mora em São Caetano do Sul e faz parte da equipe de atletismo da BM&FBovespa.

## Melhores marcas pessoais
| Evento                      | Marca  | Local                             | Data                    |
| --------------------------- | ------ | --------------------------------- | ----------------------- |
| Salto em distância, indoor  | 8,28 m | Istambul, Turquia/ Sopot, Polônia | 9 de março de 2012/2014 |
| Salto em distância, outdoor | 8,31 m | São Paulo, Brasil                 | 7 de junho de 2013      |